# Tero Mustonen
Pour les articles homonymes, voir Mustonen.
 (mai 2025).
La mise en forme du texte ne suit pas les recommandations de Wikipédia : il faut le « wikifier ».
Les points d'amélioration suivants sont les cas les plus fréquents. Le détail des points à revoir est peut-être précisé sur la page de discussion.
- Les titres sont pré-formatés par le logiciel. Ils ne sont ni en capitales, ni en gras.
- Le texte ne doit pas être écrit en capitales (les noms de famille non plus), ni en gras, ni en italique, ni en « petit »…
- Le gras n'est utilisé que pour surligner le titre de l'article dans l'introduction, une seule fois.
- L'italique est rarement utilisé : mots en langue étrangère, titres d'œuvres, noms de bateaux, etc.
- Les citations ne sont pas en italique mais en corps de texte normal. Elles sont entourées par des guillemets français : « et ».
- Les listes à puces sont à éviter, des paragraphes rédigés étant largement préférés. Les tableaux sont à réserver à la présentation de données structurées (résultats, etc.).
- Les appels de note de bas de page (petits chiffres en exposant, introduits par l'outil «  Source ») sont à placer entre la fin de phrase et le point final[comme ça].
- Les liens internes (vers d'autres articles de Wikipédia) sont à choisir avec parcimonie. Créez des liens vers des articles approfondissant le sujet. Les termes génériques sans rapport avec le sujet sont à éviter, ainsi que les répétitions de liens vers un même terme.
- Les liens externes sont à placer uniquement dans une section « Liens externes », à la fin de l'article. Ces liens sont à choisir avec parcimonie suivant les règles définies. Si un lien sert de source à l'article, son insertion dans le texte est à faire par les notes de bas de page.
- La présentation des références doit suivre les conventions bibliographiques. Il est recommandé d'utiliser les modèles {{Ouvrage}}, {{Chapitre}}, {{Article}}, {{Lien web}} et/ou {{Bibliographie}}. Le mode d'édition visuel peut mettre en forme automatiquement les références.
- Insérer une infobox (cadre d'informations à droite) n'est pas obligatoire pour parachever la mise en page.

Pour une aide détaillée, merci de consulter Aide:Wikification.
Si vous pensez que ces points ont été résolus, vous pouvez retirer ce bandeau et améliorer la mise en forme d'un autre article.
Tero Mustonen (né en 1976) est un leader environnemental, universitaire, scientifique et pêcheur finlandais,. Il est le fondateur et président de la coopérative Snowchange, une organisation des régions arctiques composée de communautés autochtones et locales, qui travaille à la conservation de la culture locale, de la biodiversité et des écosystèmes,,.
Mustonen a reçu le prix Goldman pour l'environnement en 2023, pour ses efforts de restauration des tourbières endommagées, avec la coopérative Snowchange,.
Mustonen est titulaire d'un doctorat de l'Université de Finlande orientale. Il enseigne maintenant dans cette université.

## Restauration des tourbières
Les tourbières représentent environ un tiers de la surface de la Finlande.
La Finlande est le plus grand brûleur de tourbières de l'UE. Si ce combustible ne représente que 5% de son énergie domestique, il est responsable de 14% de ses émissions annuelles de gaz à effet de serre - car les tourbières sont des puits de carbone très efficaces.
Ayant toujours vécu près d'un lac boréal de la Finlande orientale, Tero Mustonen a vu changer les eaux des lacs: dans sa jeunesse, on y voyait beaucoup de poisson dans des eaux riches en oxygène, mais à partir du milieu des années 80, l'eau est devenu boueuse et visqueuse. Il a compris que la dégradation de la santé des lacs venait de l'exploitation intensive des tourbières.
Après avoir observé les dégâts de l'extraction industrielle de la tourbe, Tero Mustonen a lancé en 2018 un vaste programme de restauration des tourbières. Le programme compte six zones majeures de captation. L'un des sites, Onkineva, capture environ 500 tonnes de CO2 chaque année. La restauration des zones humides favorise le retour des oiseaux migrateurs et d'autres espèces.
En avril 2022, la restauration avait déjà porté sur 62 sites, pour un total d'environ 43 000 ha.